# Eric Curth
Eric Curth (* 8. März 1992) ist ein deutscher Basketballspieler.

## Laufbahn
Curth erlernte das Basketballspiel in Mannheim. Er kam in der Saison 2009/10 im Hemd der BIS Baskets Speyer zu ersten Einsätzen in der dritthöchsten deutschen Spielklasse, der 2. Bundesliga ProB. Zwischen 2011 und 2014 sammelte er Erfahrung in der zweiten Liga, der 2. Bundesliga ProA. Es folgten mit Lich, Herten und Karlsruhe Stationen in der ProB. In Karlsruhe trug er als Leistungsträger zum Aufstieg in die ProA bei.
Curth spielte in der Saison 2017/18 zunächst für den ProB-Ligisten Essen, ehe er im November 2017 eine Ausstiegsklausel nutzte, um zum englischen Erstligisten Leeds Force zu wechseln. In 17 Ligaspielen für Leeds erzielte er in der Saison 2017/18 im Durchschnitt 12,2 Punkte, 3,9 Rebounds sowie 3,5 Korbvorlagen.
Anfang Juli 2018 wurde Curth bei den Artland Dragons (Aufsteiger in die 2. Bundesliga ProA) als Neuzugang vermeldet. Nach einem Jahr in Niedersachsen wechselte er zu den Scanplus Baskets Elchingen in die 2. Bundesliga ProB. Mit Elchingen wurde er in der ProB-Süd Meister der wegen der Ausbreitung des Coronavirus SARS-CoV-2 Mitte März 2020 vorzeitig beendeten Saison 2019/20. Zur Saison 2020/21 ging Curth zu den BIS Baskets Speyer (2. Bundesliga ProB). Ende Juni 2021 verstärkte er den Regionalligisten VfL Bensheim in den Aufstiegsspielen zur 1. Regionalliga Südwest und trug zum Aufstieg der Mannschaft bei.
2022 wechselte er zur SG Mannheim (1. Regionalliga Südwest).